# Rede Cidade
Rede Cidade foi uma rede de rádio brasileira nos anos 1980, liderada pela Rádio Cidade (102.9 MHz) do Rio de Janeiro, e seguida por emissoras "gêmeas" do Brasil inteiro.

## História
A Rádio Cidade foi uma das pioneiras na formação de rede de rádios via satélite. Desde os anos 80, a Rádio Transamérica já tinha ideia de fazer uma rede de rádios. Em outubro de 1990, a rádio Transamérica do Rio de Janeiro passou a transmitir shows e alguns programas via satélite. Tais transmissões posteriormente passaram para sua matriz em São Paulo. A Rede Cidade surgiu em 1982, integrando as emissoras de Porto Alegre e São Paulo, as primeiras emissoras afiliadas da rede. A rádio era coordenada por Alexandre Howoruski.
A rede era operada pelo Sistema Jornal do Brasil, que tinha no Rio, além da Cidade FM, a Rádio Jornal do Brasil, a JB FM e a 105 FM (hoje emissora própria da Rede Aleluia).
Seu público alvo era jovem, tocando predominantemente pop/rock, inovando no estilo descontraído de seus locutores. Seus principais programas eram Amnésia, Saudade Cidade, Cidade dá de 10, Só Se For Dance etc. As vinhetas também eram o diferencial da rádio. Foram produzidas nos Estados Unidos e até hoje tocam em algumas emissoras.
Nos anos 90 a rede foi desfeita por uma série de fatores - entre eles a crise no Sistema Jornal do Brasil - e suas afiliadas passaram a atuar de forma independente. Algumas mudaram de nome e de programação, como as de São Paulo, Salvador, Campinas e João Pessoa. Algumas optaram por outras redes, como a de Recife (hoje Jovem Pan FM). Outras rádios mantiveram a marca Cidade após a afiliação, como a de Fortaleza (até 2001 quando virou Maxi Rádio), a de Porto Alegre (que era emissora própria até 1990, tendo sido adquirida pela RBS e extinta em 2015), a de Juiz de Fora (a que mais preserva o estilo antigo de programação da rede.